# Pareuchaetes aurantior
Pareuchaetes aurantior là một loài bướm đêm thuộc phân họ Arctiinae, họ Erebidae.